# 稲葉地町
稲葉地町（いなばじちょう）は、愛知県名古屋市中村区の地名。現行行政地名は稲葉地町1丁目から稲葉地町8丁目と12の小字。住居表示未実施。

## 地理
名古屋市中村区西端部に位置する。西は中川区・海部郡大治町・あま市、北は稲葉地本通に接する。

## 歴史
鎌倉期まで「小鍋」（こなべ）と称されていた地域で、明治期まで「西小鍋」「小鍋」という小字が残っていた。
1279年（弘安2年）付の『藤原広範申状』に「尾張国愛智郡小鍋村」、鎌倉後期の『熱田宮領新別納郷等注文案』に「小鍋郷 八丁」とある。

### 町名の由来
江戸期の愛知郡稲葉地村を前身とする。稲干場・芝草地が多く所在し、稲や葉がおおくあったことによるという。

### 行政区画の変遷
- 1889年（明治22年）10月1日 - 合併に伴い、愛知郡織豊村大字稲葉地となる[3]。
- 1906年（明治39年）5月10日 - 合併に伴い、愛知郡中村大字稲葉地となる[3]。
- 1921年（大正10年）8月22日 - 合併に伴い、名古屋市西区稲葉地町となる[3]。
- 1930年（昭和5年） - 稲葉地公園内に稲葉地配水塔が整備される[4]。
- 1933年（昭和8年）7月1日 - 一部が本陣通・菊水町にそれぞれ編入される[3]。
- 1934年（昭和9年）11月1日 - 一部が香取町に編入される[5]。
- 1937年（昭和12年）10月1日 - 中村区編入により、同区稲葉地町となる[3]。
- 1939年（昭和14年）11月1日 -  - 一部が香取町に編入される[5]。
- 1949年（昭和24年）3月30日 - 小柳町の一部を編入する[3]。また、一部が長筬町・香取町にそれぞれ編入される[5]。
- 1950年（昭和25年） - 東海同朋大学が八事から当地に移転する[WEB 6]。
- 1960年（昭和35年）1月25日 - 岩塚町の一部を編入する[3]。また、稲葉地町7丁目の一部が鴨付町1丁目に編入される[6]。
- 1965年（昭和40年）
  - 7月15日 - 稲葉地公園内の旧稲葉地配水塔に名古屋市中村図書館が開館[WEB 7]。
  - 9月29日 - 荒輪井町の一部を編入する[3]。
- 1969年（昭和44年） - 庄内川河川敷において大正橋緑地が開園[2]。
- 1973年（昭和48年） - 名古屋市電稲葉地電車運輸事務所跡地において、中村青年の家が開館[2]。
- 1988年（昭和63年） - 中村図書館が移転のため、一時閉館[7]。

### 字一覧
1932年（昭和7年）発行『明治十五年愛知県郡町村字名調』による愛知郡稲葉地村の字一覧。
東沖田（ひがしおきだ）・向島（むかえしま）・桝（ます）ノ内（うち）・神通（かんとおり）・六反田（ろくたんだ）・八畝割（やせわり）・留主（るす）・小鴨（こがも）・花（はな）ノ木（き）・長筬（ながおさ）・三反田（さんたんだ）・出屋敷（でやしき）・小草履（こぞり）・小柳（こやなぎ）・北六反田（きたろくたんだ）・新道（しんみち）・矢田（やだ）・沢瀉（おもだか）・小薮（こやぶ）・東秋定（ひがしあきさだ）・東鎌田（ひがしかまだ）・千畳堂（せんじょうどう）・中鎌田（なかかまだ）・桜本（さくらもと）・秋定（あきさだ）・西桜本（にしさくらもと）・野杁（のいり）・河原（かわら）・一町田（いっちょうだ）・八幡西（はちまんにし）・留杁（とめいり）・千竈（ちがま）・千竈浦（ちがまうら）・元町（もとまち）・中屋敷（なかやしき）・宿跡（しゅくあと）・一番割（いちばんわり）・高畑（たかはた）・河原屋敷（かわらやしき）・外裏（そとうら）・諏訪（すわ）・犬田（けんでん）・川田（かわた）・葭野（よしの）・溝向（みぞむかえ）・山（やま）ノ越（こし）・野津（のづ）ノ木（き）・白山（はくさん）・天摩（てんま）・裏割（うらわり）・平治裏（へいじうら）・池田（いけた）・十二社前（しうにそまえ）・出口（でぐち）・中瀬古（なかせこ）・城屋敷（しろやしき）・平薮（ひらやぶ）・西（にし）ノ口（くち）・茨塚（いばらつか）・西（にし）ノ市場（いちば）・東市場（ひがしいちば）・蟹田（かにた）・西小鍋（にしこなべ）・小鍋（こなべ）・五反田（ごたんだ）・荒輪井（あらわい）・淀（よと）ノ内（うち）・頓振（どんぶり）・鶉野（うずらの）・野方（のかた）・外野（そとの）・中道（なかみち）・御社檀（おしゃだん）

## 世帯数と人口
2019年（平成31年）2月1日現在の世帯数と人口は以下の通りである。
| 町丁     | 世帯数    | 人口    |
| -------- | --------- | ------- |
| 稲葉地町 | 1,838世帯 | 3,661人 |

### 人口の変遷
国勢調査による人口の推移
| 2000年（平成12年） | 4,479人 | [ WEB 8 ]  |  |
| 2005年（平成17年） | 4,049人 | [ WEB 9 ]  |  |
| 2010年（平成22年） | 3,999人 | [ WEB 10 ] |  |
| 2015年（平成27年） | 3,848人 | [ WEB 11 ] |  |

## 学区
市立小・中学校に通う場合、学校等は以下の通りとなる。また、公立高等学校に通う場合の学区は以下の通りとなる。なお、小学校は学校選択制度を導入しておらず、番毎で各学校に指定されている。
| 丁目          | 小学校                                      | 中学校               | 高等学校 |
| ------------- | ------------------------------------------- | -------------------- | -------- |
| 稲葉地町1丁目 | 名古屋市立稲葉地小学校 名古屋市立稲西小学校 | 名古屋市立豊正中学校 | 尾張学区 |
| 稲葉地町2丁目 | 名古屋市立稲西小学校                        | 名古屋市立豊正中学校 | 尾張学区 |
| 稲葉地町3丁目 | 名古屋市立稲西小学校                        | 名古屋市立豊正中学校 | 尾張学区 |
| 稲葉地町4丁目 | 名古屋市立稲西小学校                        | 名古屋市立豊正中学校 | 尾張学区 |
| 稲葉地町5丁目 | 名古屋市立稲西小学校                        | 名古屋市立豊正中学校 | 尾張学区 |
| 稲葉地町6丁目 | 名古屋市立稲西小学校                        | 名古屋市立豊正中学校 | 尾張学区 |
| 稲葉地町7丁目 | 名古屋市立稲西小学校                        | 名古屋市立豊正中学校 | 尾張学区 |
| 稲葉地町8丁目 | 名古屋市立稲西小学校                        | 名古屋市立豊正中学校 | 尾張学区 |

## 交通
- 大正橋[1]
- 愛知県道106号鳥ヶ地名古屋線[1]

## 施設
- 大正橋緑地[1]

### 1丁目
- 稲葉地公園[1]
- 名古屋市演劇練習館
- 創価学会中村文化会館

### 2丁目
- 神明社[1]
- 中村青年の家[1]

### 3丁目
- 真宗大谷派了通寺[1]
- 黄檗宗真聖寺[1]

### 5丁目
- 一心商事本社

### 7丁目
- 名古屋市立豊正中学校[1]
- 学校法人同朋学園（同朋高等学校・同朋大学・名古屋音楽大学）[1]
- NTT稲葉地電話局[1]

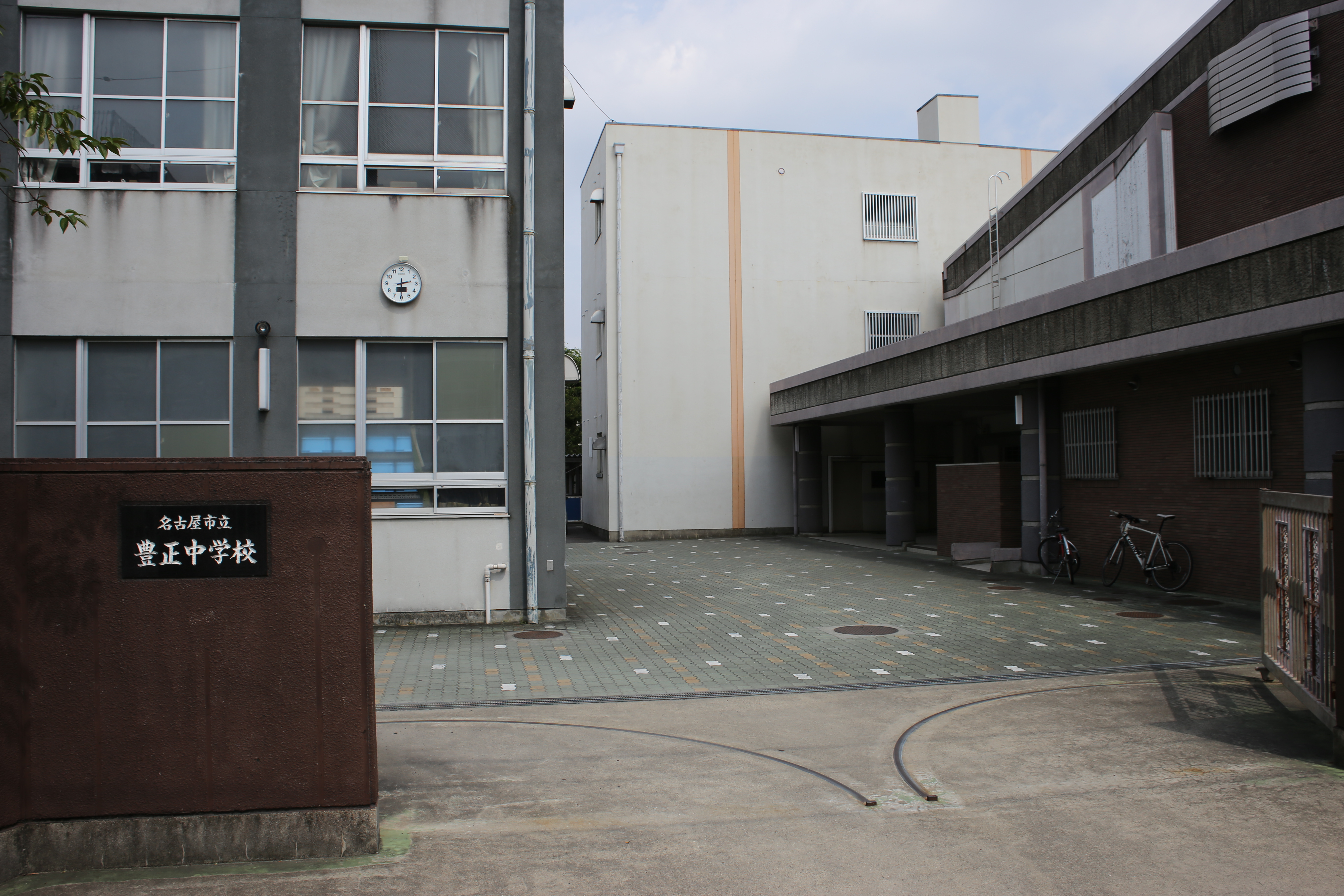
名古屋市立豊正中学校
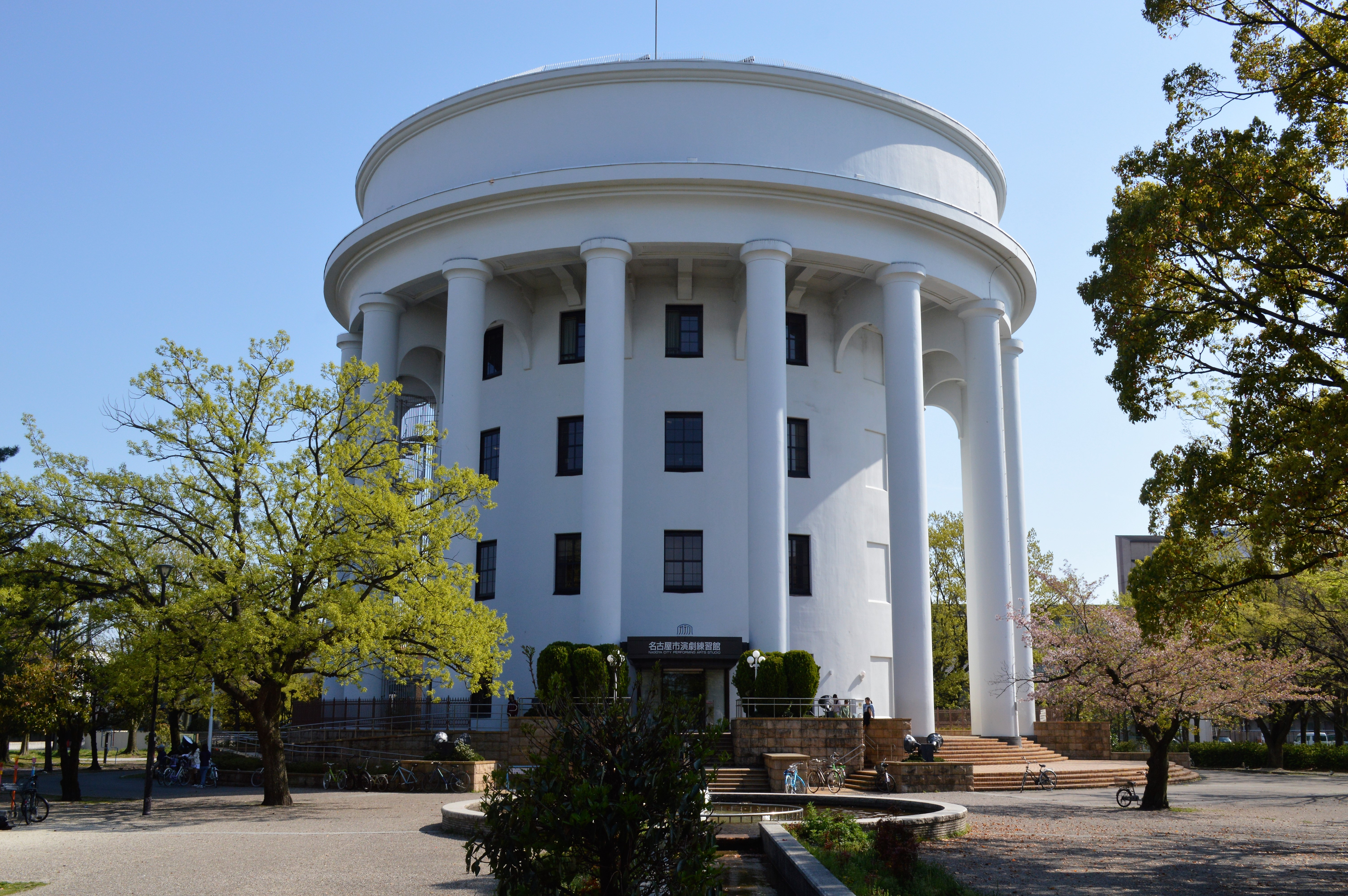
名古屋市演劇練習館
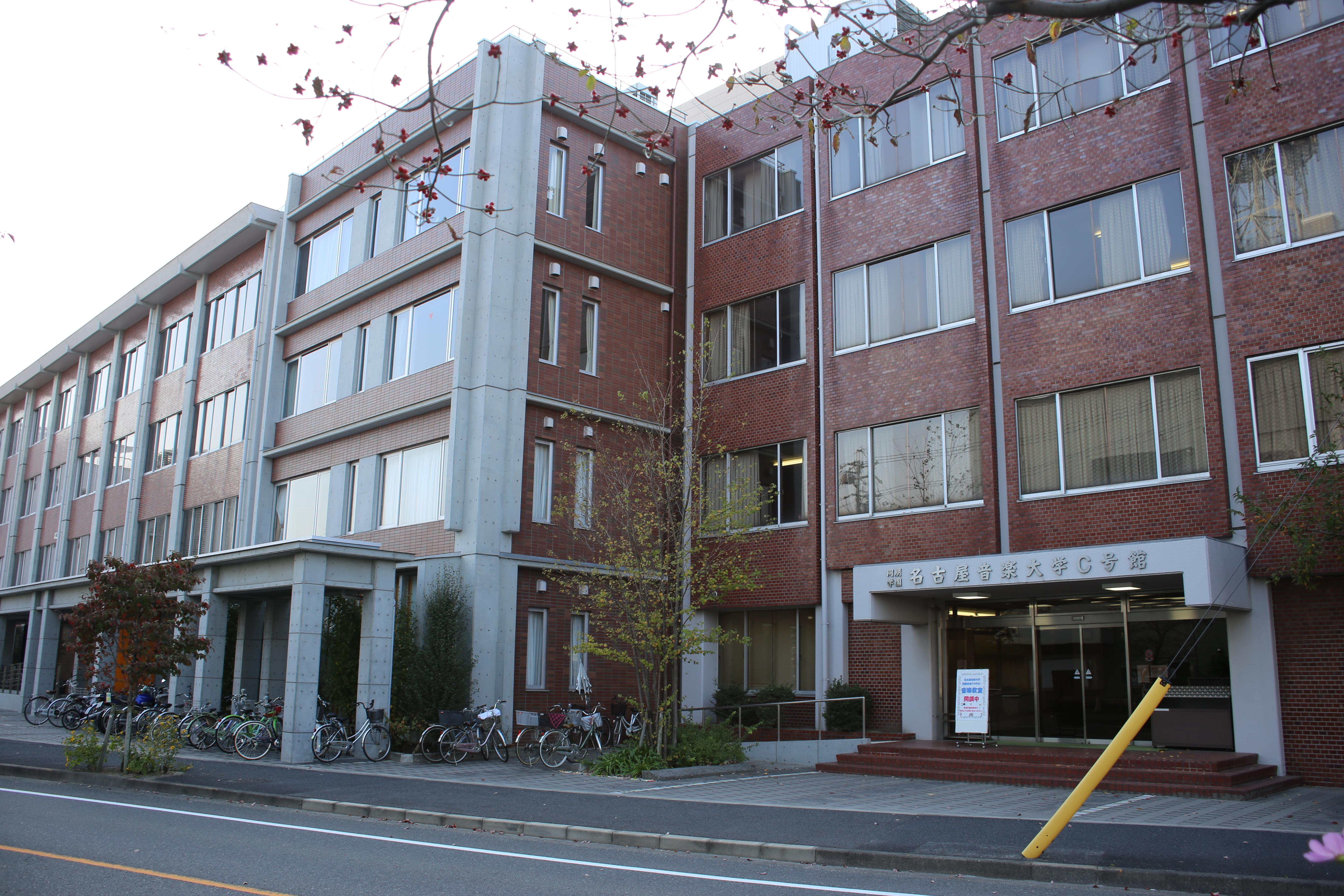
名古屋音楽大学
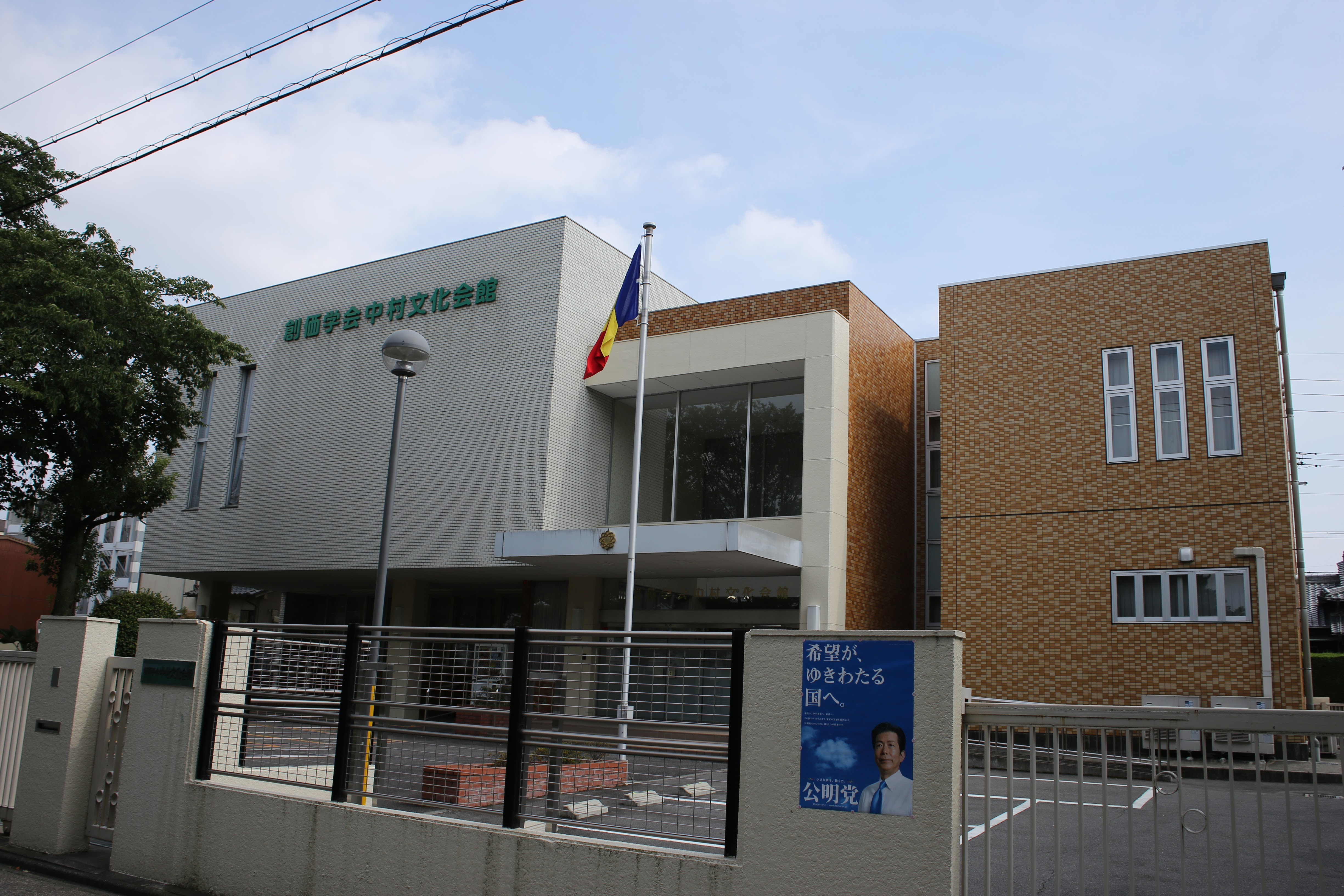
創価学会中村文化会館

## その他

### 日本郵便
- 郵便番号 : 453-0841[WEB 3]（集配局：中村郵便局[WEB 14]）。